# ВЕС Бутендік
ВЕС Бутендік (нім. Butendiek) – німецька офшорна вітроелектростанція, введена в експлуатацію у 2015 році. Місце для розміщення ВЕС обрали в Північному морі у 32 км на захід від острова Зильт, що лежить біля узбережжя Шлезвіг-Гольштейну. 
Будівництво власне ВЕС розпочалось у 2014 році зі спорудження фундаментів. Плавучий кран Svanen забивав монопалі на 50 метрів під морське дно, тоді як перехідні елементи, до яких безпосередньо кріпляться башти вітроагрегатів, монтувало судно Jumbo Javelin.  Після цього встановлення вітрових агрегатів провадило спеціалізоване судно Bold Tern. 
Плавучий крану Rambiz здійснив роботи за спорудження офшорної трансформаторної підстанції. Спершу він змонтував гратчату опорну основу («джекет»), закріпивши її чотирма палями, слід за чим встановив надбудову з обладнанням («топсайд»).
Головну лінію для видачі продукції первісно планували спорудити за допомогою кабельного судна Giulio Verne, доставку кабелю для якого мала здійснити баржа AMT Explorer. Проте остання під час переходу з Неаполя до Бремергафену перевернулась біля Сардинії. Хоча саме судно в підсумку відбуксирували для ремонту, але котушка з кабелем вартістю 28 млн євро була втрачена. Як наслідок, виконання контракту передали компанії ABB, котра використовувала судно Topaz Installer. Воно проклало два кабелі довжиною по 37 км до офшорної платформи SylWin alpha, яка перетворює змінний струм у прямий для подальшої подачі на берег за допомогою технології HVDC (лінії постійного струму високої напруги).
80 вітроагрегатів ВЕС розташовані на площі 42 км2 в районі з глибинами моря біля 20 метрів. На баштах висотою 90 метрів змонтували вітрові турбіни Siemens типу SWT-3.6-120 одиничною потужністю 3,6 МВт та діаметром ротора 120 метрів. 
Проект вартістю 1,3 млрд євро реалізував консорціум, заснований компаніями WPD, Siemens Financial Services, Marguerite Fund, Industriens Pension, CDC Infrastructure, EWZ та PKA. Очікується, що станція вироблятиме біля 1,3 млрд кВт-год електроенергії на рік.